# Szindikátus (National Crime Syndicate)
 A National Crime Syndicate a sajtó által az amerikai bűnszervezetek több nemzetiségű, lazán összekapcsolt  konföderációjának adott név, amely többnyire a szorosan összekapcsolt olasz-amerikai maffiából és zsidó bűnszervezetből állt, de különböző kisebb ír-amerikai bűnszervezetek és más etnikai bűnszervezetek is tartoztak hozzá. A név eredete bizonytalan.

## Története
A szervezett bűnözésről író szerzők szerint a Szindikátus Johnny Torrio ötlete volt  és 1929. májusi Atlantic City konferencián alapították meg. A konferencián részt vettek az Egyesült Államok alvilágának vezető figurái, közöttük maga Torrio, Lucky Luciano, Al Capone, Benjamin "Bugsy" Siegel, Frank Costello, Joe Adonis, Dutch Schultz, Abner "Longie" Zwillman, Louis "Lepke" Buchalter, a Gambino bűnözőklán, Vincent Mangano, a szerencsejátékos Frank Erickson, Frank Scalice és Albert "a Mad Hatter" Anastasia . Mások  a találkozót a szeszcsempészettel kapcsolatos stratégiai és koordinációs találkozóként írják le.
Az Egyesült Államok Szenátusának az 1950-es években Estes Kefauver által vezetett Különbizottsága által tett megállapítások szerint a Szindikátus főként olasz és zsidó szervezett bűnözési csoportok szövetsége volt az Amerikai Egyesült Államok területén.
A média a Szindikátus végrehajtójaként tevékenykedő, brooklyni bűnözőkből álló bandát a  "Murder, Inc." névvel illette. Ez a banda az 1930-as és 1940-es években különböző főnökök megbízásából követett el bérgyilkosságokat. Az Inc.-t Buchalter és Anastasia vezette, akik a Szindikátusból Lansky és Adonis részére számoltak be, és számos hírhedt bűnözőt alkalmaztak. Az Inc. két frakcióból állt: Abe "Kid Twist" által irányított zsidó Brownsville Boys, akik Lepke Buchalternek és Jacob "Gurrah" Shapiro-nak jelentettek, valamint az olasz Ocean Hill Hooligans-t, akiket Harry "Happy" Maione vezetett, aki Albert Anastasiának jelentett. Bugsy Siegel számos Murder Inc. gyilkosságban vett részt, de katona helyett vezetői szerepben.
Bár sok tagja börtönbe, néhány pedig kivégzésre került, a szervezet bukása eredetéhez hasonlóan ugyanolyan bizonytalan. Az 1940-es évek végére a Murder Inc. és a Szindikátus nem olasz résztvevőinek többsége megszűnt, bár néhány személy, mint például a Lansky, továbbra is az olasz csoportok megbízottjaként működött.

## A populáris kultúrában
A Szindikátus - főleg az ötvenes években - számos film tárgya volt, ezek közül néhányat Kefauver meghallgatásai inspiráltak.
A National Crime Syndicate (The Syndicate) A Mission: Impossible több részének főgonosza.
A Szindikátus fiktív alapítását, fő tagjainak életével együtt, a HBO Gengszterkorzó című sorozatában ábrázolták.
Thomas Steadman a Nyugat lángjai című könyvében jelentős szerephez jut a Szindikátus.
Rich Cohen Kemény Zsidók című könyve a Murder. Inc. működésén túl a Szindikátus működést is bemutatja.